# Estación de Lombera
Lombera es un apeadero ferroviario situado en el barrio de Lombera perteneciente al municipio español de Los Corrales de Buelna, en la comunidad autónoma de Cantabria. Forma parte de la línea C-1 de Cercanías Cantabria operada por Renfe.

## Situación ferroviaria
La estación se encuentra en el punto kilométrico 476,798 de la línea férrea de ancho ibérico Palencia-Santander a 98 metros de altitud. Históricamente dicho kilometraje se corresponde con el trazado Madrid-Santander por Palencia y Alar del Rey. 

## La estación
Está ubicada al norte de la localidad. Forma parte de los apeaderos abiertos tras la creación de la red de Cercanías Santander (actual Cercanías Cantabria) al principio de la década de los 90. Cuenta un andén lateral al que accede la vía principal. Está dotada con una sencilla marquesina, una zona de asiento y una máquina para validar títulos de transporte. 

## Servicios ferroviarios

### Cercanías
Forma parte de la línea C-1 de la red de Cercanías Cantabria. De nueve a dieceséis trenes en ambos destinos unen Lombera con Santander. En el mejor de los casos el trayecto se cubre en algo menos de cuarenta y cinco minutos.
| procedencia/destino | < estación           | Línea | estación >             | destino/procedencia           |
| ------------------- | -------------------- | ----- | ---------------------- | ----------------------------- |
| Santander           | Las Caldas de Besaya |       | Los Corrales de Buelna | Los Corrales de BuelnaReinosa |